# Бабкі-Олецькі
Бабкі-Олецькі (пол. Babki Oleckie, нім. Babken, Kirchspiel Treuburg) — село в Польщі, у гміні Олецько Олецького повіту Вармінсько-Мазурського воєводства.
Населення — 172 особи (2011).
У 1975-1998 роках село належало до Сувальського воєводства.

## Демографія
Демографічна структура станом на 31 березня 2011 року:
|          | Загалом | Допрацездатний вік | Працездатний вік | Постпрацездатний вік |
| -------- | ------- | ------------------ | ---------------- | -------------------- |
| Чоловіки | 85      | 27                 | 50               | 8                    |
| Жінки    | 87      | 22                 | 50               | 15                   |
| Разом    | 172     | 49                 | 100              | 23                   |